# H3s
H3s är en beteckning för ett sexkopplat snälltågslok för Bergslagernas Järnvägar (BJ). Nohab i Trollhättan tillverkade fyra lok för BJ (nr 110-112 och 118) med start 1925 och dessa fick littera A8 hos SJ efter förstatligandet av BJ år 1948. 15 lok av denna typ byggdes även till Nederländska statsbanorna (NS). H3s-loken är trecylindriga vilket ger jämn gång och var godkända för 100 km/h - vilket innebär att de är Sveriges snabbaste ånglok. Fyrboxen är lång, vilket gör loken svåreldade.
Idag finns nr 111 och 112 bevarade hos Bergslagernas Järnvägssällskap och visas för allmänheten. Lok 111 är under renovering efter bidrag från Riksantikvarieämbetet för att åter bli driftdugligt. Arbetet kan följas på järnvägshistoriskt forum  och uppdateras regelbundet.